# Kabupaten de Jembrana
Le kabupaten de Jembrana, en indonésien Kabupaten Jembrana, est un kabupaten d'Indonésie dans la province de Bali. Son chef-lieu est Negara.

## Géographie
Jembrana est bordé :
- Au nord, par le kabupaten de Buleleng,
- À l'est, par celui de Tabanan,
- Au sud, par l'océan Indien et
- À l'ouest, par le détroit de Bali.

## Districts
- Melaya
- Mendoyo
- Pekutatan
- Negara
- Jembrana

## Histoire
Jembrana était un des huit royaumes balinais existant à l'époque de l'intégration de l'île dans les Indes néerlandaises.
En raison de sa position géographique, Jembrana a une importance particulière dans les relations entre Bali et Java, d'où la tradition fait venir l'hindouisme. C'est par Jembrana que seraient passés les mpu (sages) qui introduisirent cette religion à Bali, du XIIe au XVIe siècle.
À partir du XVIe siècle, après la chute du royaume de Majapahit dans l'est de Java, Jembrana est vital pour les différents royaumes balinais qui cherchent à contrôler la principauté de Blambangan, le dernier État javanais à être encore hindouiste.
La tradition veut également que ce soit à Jembrana, plus précisément dans le port de Loloan, qu'ait grandi Surapati, un Balinais qui au XVIIe siècle, dirigera une révolte contre la VOC (Compagnie néerlandaise des Indes orientales) de Batavia.
À la fin du XVIIIe siècle, l'importance grandissante de Loloan, un port situé en bord de fleuve et fondé par des Bugis originaires du sud de Célèbes, amène le roi de Jembrana à installer son palais non loin. Ce "Puri Negara" ("palais d'État") devient la capitale du royaume.
En 1853, les Hollandais décident de prendre le contrôle direct du nord et de l'ouest de Bali, c'est-à-dire de Buleleng et de Jembrana. Ils installent des administrateurs dans ces deux royaumes.
Le premier gouverneur balinais de la province de Bali, Anak Agung Sutedja, est de la famille royale de Jembrana. Nationaliste et progressiste, il soutient l'idée d'une réforme agraire et a des sympathies pour le Parti communiste indonésien. Sutedja disparaît à Jakarta durant les troubles de 1965-66, sans doute assassiné.

## Culture

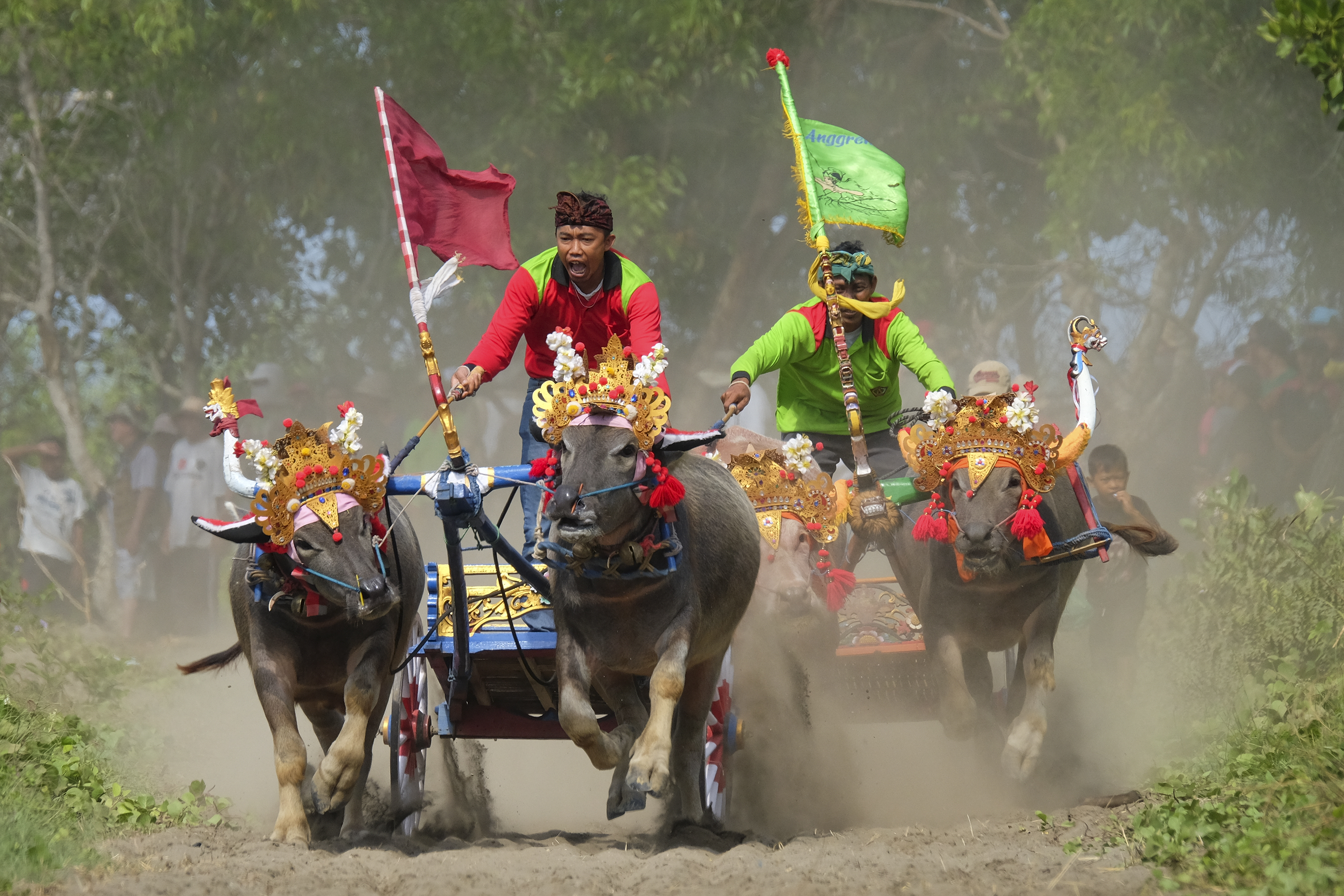
Le makepung, course de buffles (voir Bovinae) dans le kabupaten de Jembrana. Novembre 2019.

Situé à l'extrémité occidentale de Bali, Jembrana est en un sens le pendant de Banyuwangi, la région de l'extrémité orientale de Java située de l'autre côté du détroit de Bali. De même que Banyuwangi a une importante - et croissante - population hindouiste, les Osing, Jembrana a une importante population musulmane. Celle-ci est traditionnellement formée des Bugis descendants des marchands qui se s'étaient installés dans la région au XVIIIe siècle.

## Source
- Ida Bagus, Mary, "From Isolation to Invisibility – West Bali, East Java and the Bugis Diaspora", Centre for Asia Pacific Social Transformation Studies, Université de Newcastle, Australie